# Orthofidonia flavivenata
Orthofidonia flavivenata är en fjärilsart som beskrevs av George Duryea Hulst 1898. Orthofidonia flavivenata ingår i släktet Orthofidonia och familjen mätare. Inga underarter finns listade i Catalogue of Life.